# Zorea, Brovarî
Zorea (în ucraineană Зоря) este un sat în comuna Hoholiv din raionul Brovarî, regiunea Kiev, Ucraina.

## Demografie
Componența lingvistică a localității Zorea
     Ucraineană (100%)
Conform recensământului din 2001, toată populația localității Zorea era vorbitoare de ucraineană (100%).